# Domaine de Takasu
 (décembre 2010).
Si vous disposez d'ouvrages ou d'articles de référence ou si vous connaissez des sites web de qualité traitant du thème abordé ici, merci de compléter l'article en donnant les références utiles à sa vérifiabilité et en les liant à la section « Notes et références ».
Le domaine de Takasu (高須藩, Takasu-han) était un domaine japonais situé dans la province de Mino (aujourd'hui Kaizu). Pendant la majeure partie de son histoire, il a été sous le contrôle des Takasu-Matsudaira, une branche du clan Tokugawa d'Owari.
Katamori Matsudaira, Sadaaki Matsudaira, Yoshikatsu Tokugawa et Mochinaga Tokugawa, quatre figures importantes pendant la période du Bakumatsu, étaient les fils de Matsudaira Yoshitatsu, l'un des derniers daimyos de Takasu.
Le domaine fut dissous en 1870 et ses terres ont été incorporées à celles du domaine d'Owari, à partir duquel il avait été initialement créé.

## Liste des daimyos
- Clan Tokunaga (tozama daimyo ; 50 000 koku)

1. Tokunaga Nagamasa
2. Tokunaga Masashige

- Période de tenryō

- Clan Ogasawara (fudai daimyo ; 22 000 koku)

1. Ogasawara Sadanobu

- Période de tenryō

- Clan Matsudaira (shinpan daimyo ; 30 000 koku)

1. Matsudaira Yoshiyuki
2. Matsudaira Yoshitaka
3. Matsudaira Yoshiatsu
4. Matsudaira Yoshitoshi
5. Matsudaira Yoshitomo
6. Matsudaira Yoshihiro
7. Matsudaira Katsumasa
8. Matsudaira Yoshisue
9. Matsudaira Yoshiyori
10. Matsudaira Yoshitatsu
11. Matsudaira Yoshichika
12. Matsudaira Yoshimasa
13. Matsudaira Yoshitake
14. Matsudaira Yoshinari